# Perlohmannia nasuta
Perlohmannia nasuta är en kvalsterart som beskrevs av Schuster 1960. Perlohmannia nasuta ingår i släktet Perlohmannia och familjen Perlohmaniidae. Inga underarter finns listade i Catalogue of Life.